# Cascate Vittoria
Le cascate Vittoria (inglese: Victoria Falls; lozi: Mosi-oa-Tunya, "Il fumo che tuona"; tonga: Shungu Namutitima, "Acqua ribollente") si trovano in Africa meridionale, lungo il corso del fiume Zambesi, che in questo punto costituisce il confine geografico tra Zambia e Zimbabwe. Il fronte delle cascate è lungo più di un chilometro e mezzo, mentre la loro altezza media è di 128 metri. La loro particolarità è legata alla conformazione del luogo, che permette di ammirare tutto il fronte della cascata da un singolo punto.

## Storia
David Livingstone, il celebre missionario ed esploratore scozzese, fu il primo occidentale a visitare le cascate, il 17 novembre 1855 e diede loro il nome dell'allora sovrana d'Inghilterra, la Regina Vittoria. Le cascate sono note localmente con il nome di Mosi-oa-Tunya, espressione che significa "il fumo che tuona". Entrambi i nomi sono ufficialmente riconosciuti.
Le cascate fanno parte di due parchi nazionali, il Parco nazionale Mosi-oa-Tunya in Zambia, chiamato così per il nome dato dagli indigeni per definire la cascata, e il Parco nazionale delle Cascate Vittoria in Zimbabwe, e sono oggi una delle attrazioni turistiche più importanti del sud del continente africano. Le cascate Vittoria sono patrimonio dell'umanità protetto dall'UNESCO.

## Le cascate
Le cascate si trovano circa ad un terzo del corso dello Zambesi, partendo dalla sorgente. A monte delle cascate il fiume è costellato da numerose isolette coperte di vegetazione, il cui numero aumenta avvicinandosi al fronte di caduta. Le cascate sono causate da uno stretto dirupo, largo circa 120 metri, e la cui altezza varia dagli 80 metri sul lato destro (occidentale), ai 105 metri nella parte centrale, circa il doppio delle cascate del Niagara. La grande massa d'acqua, cadendo nel dirupo, genera una nebbia che sale a oltre 1600 metri di altezza, ed è visibile da una distanza di 40 km.
Sul limite del precipizio vi sono numerose isolette che dividono il flusso dell'acqua e formano quattro cascate. Partendo dalla riva destra del fiume si ha una prima cateratta di 35 metri chiamata Leaping Water (Acqua che salta), seguita dall'isola Boaruka, larga circa 300 metri, che divide la prima cateratta dalla cascata principale, che si estende per 460 metri. L'isola di Livingstone divide la cascata principale da un altro ampio canale d'acqua di circa 530 metri, infine sulla riva sinistra (orientale) si trova la cateratta orientale. Nei secoli, il fronte delle cascate è retrocesso in direzione opposta alla corrente, a causa dell'erosione causata dallo scorrimento dell'acqua.

### Variazioni della portata
Nella stagione delle piogge, il fiume scarica una quantità d'acqua pari a 9100 m³/s. Nella stagione secca le cascate si possono ridurre a soli due flussi principali, con una assenza quasi completa di spruzzi d'acqua e una portata ridotta a poco più di 350 m³/s. In questo periodo è possibile vedere le profondità della gola, normalmente celata dalla foschia degli spruzzi. Il livello del fiume della gola varia di 20 metri tra la portata massima che si ha in aprile e la fine della stagione secca in ottobre.

### A valle delle cascate
L'unica via d'uscita dal baratro in cui cadono le acque è uno stretto canale che si apre nella parete di fronte, a circa due terzi della sua lunghezza a partire dal lato occidentale. Questo canale è largo circa 30 metri, e l'intero volume del fiume si riversa in esso per una lunghezza di 120 metri prima di emergere in una serie di gole a zig-zag lunga circa 80 km. Dopo queste gole il fiume fuoriesce dall'altopiano basaltico.
Alla fine della prima gola, il fiume forma una laguna profonda chiamata Boiling Pot (Pentola ribollente). Ampia circa 150 metri, la sua superficie è calma nella parte bassa, ma nella parte alta è segnata da enormi e lenti vortici che creano un effetto visivo di acqua in ebollizione. Come il fiume esce dal Boiling Pot, il canale gira bruscamente verso ovest ed entra nella prima delle gole a zig-zag. Le pareti delle gole sono alte più di 120 metri.

## Il ponte ferroviario
Subito dopo il Boiling Pot, la gola è attraversata da un ponte, uno dei soli cinque ponti sul fiume Zambesi. Il ponte fu completato nell'aprile del 1905 ed era inizialmente inteso come parte del progetto di Cecil Rhodes per la costruzione di una ferrovia che collegasse Città del Capo al Cairo, progetto che però non fu completato. Il ponte è lungo 250 metri, e si trova a una altezza di 125 metri dal fiume sottostante.

## I parchi nazionali
Le cascate fanno parte di due parchi nazionali, il Parco nazionale Mosi-oa-Tunya in Zambia e il Parco nazionale delle Cascate Vittoria in Zimbabwe. Entrambi i parchi sono di piccole dimensioni, comprendono un'area di 66 e 23 km² rispettivamente.
I parchi ospitano popolazioni di animali di grandi dimensioni come elefanti, bufali e giraffe. Il fiume in queste zone ospita un grande numero di ippopotami. Il parco nazionale di Mosi-oa-Tunya vanta la presenza di dodici rinoceronti bianchi. Questi rinoceronti bianchi sono gli unici presenti in Zambia, ma essi non sono originari del luogo, essendo stati importati dal Sudafrica. All'interno dei confini del parco vi è un piccolo cimitero, posizionato nel punto dell'originale insediamento britannico nella zona.

## Turismo

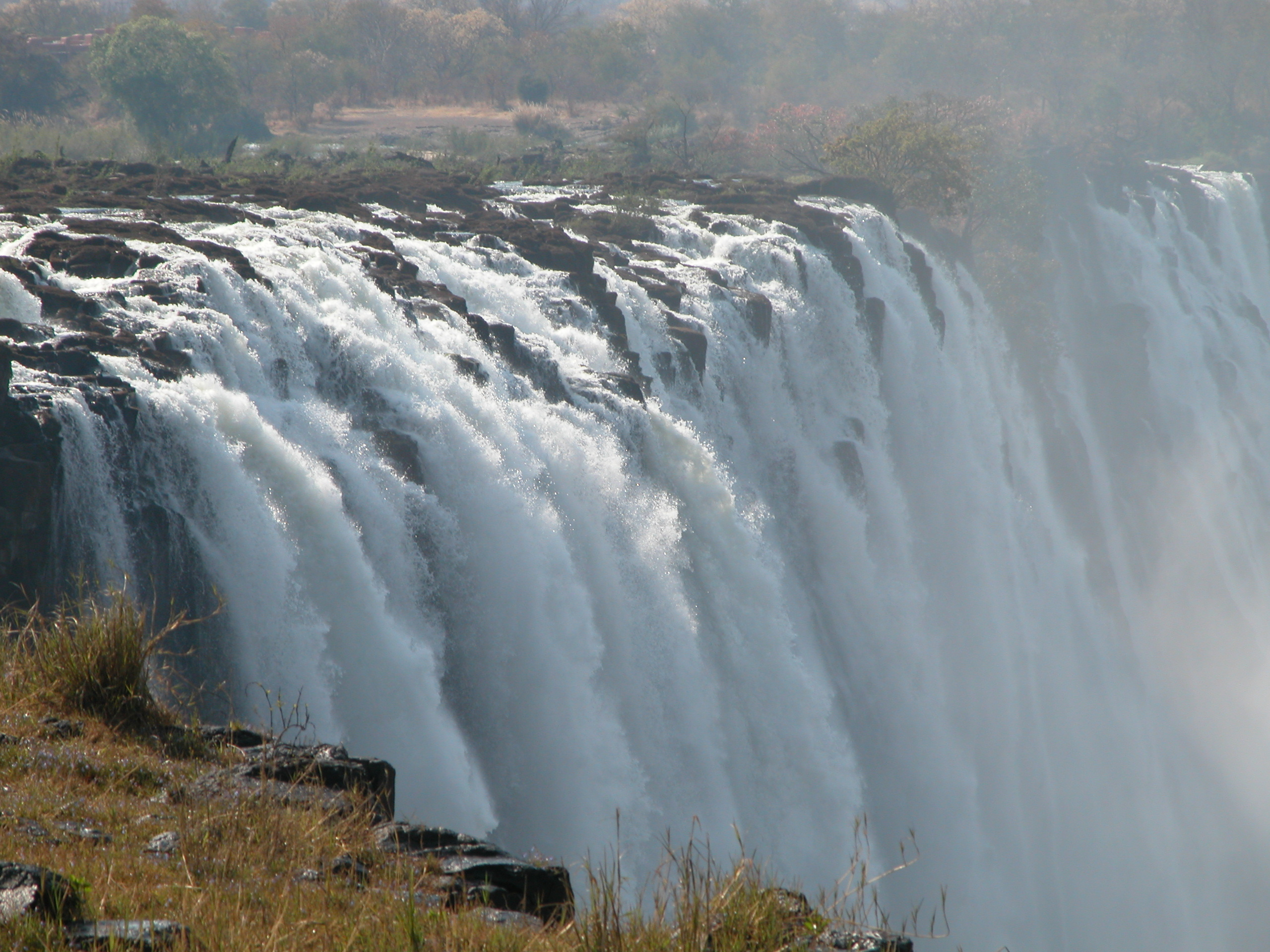
Le cascate viste dall'Isola di Livingstone, in mezzo al fiume Zambesi e proprio sul bordo del salto

Prima che il ponte ferroviario fosse completato nel 1905, le cascate non erano visitate spesso. Esse divennero un'attrazione popolare durante il periodo coloniale inglese e negli anni immediatamente dopo l'indipendenza dello Zambia e della Rhodesia, ma verso la fine degli anni sessanta il numero dei visitatori diminuì bruscamente, sia a causa della guerriglia in Rhodesia che del clima di sospetto verso gli stranieri che vigeva in Zambia sotto il dominio di Kenneth Kaunda.
Gli anni ottanta videro un nuovo incremento del turismo, e lo sviluppo della regione come centro di sport estremi giocò un ruolo importante in questo. Alla fine degli anni novanta, circa 300000 persone visitavano le cascate ogni anno, e si prevedeva un incremento fino a oltre il milione di presenze per il decennio successivo.
Il numero di turisti dal lato dello Zimbabwe/Rhodesia è stato storicamente superiore al numero di turisti dal lato dello Zambia, a causa delle migliori infrastrutture turistiche. Tuttavia, il numero di turisti che visitano l'attuale Zimbabwe (l'ex Rhodesia) ha cominciato a diminuire nei primi anni 2000 a causa delle agitazioni della popolazione contro il regime di Robert Mugabe. I due paesi permettono ai turisti di passare le rispettive frontiere, ma è necessario munirsi dei visti precedentemente o alle dogane stesse.

## La scoperta
I primi abitanti dell'area limitrofa alle cascate furono i Khoisan (Boscimani e Ottentotti). Essi furono seguiti dal popolo Tokaleya, che chiamò le cascate Shongwe. Successivamente, gli Ndebele la chiamarono aManz' aThunqayo, e i Makololo Mosi-oa-Tunya, che vuol dire "il fumo che tuona".
Il primo europeo a visitare le cascate fu David Livingstone, il 17 novembre 1855, durante un viaggio che aveva lo scopo di percorrere lo Zambesi dalla sua parte superiore fino alla foce, viaggio che durò dal 1852 al 1856. Livingstone era stato impressionato in precedenza dalle cascate Ngonye, che si trovano più a monte delle cascate Vittoria, ma trovò queste ultime molto più impressionanti. Egli raggiunse anche la piccola isola che si trova in mezzo al fiume, subito prima del salto, isola che divide due sezioni della cascata, e che oggi si chiama Isola di Livingstone.
Nel 1860 Livingstone ritornò nella zona e fece degli studi approfonditi sulle cascate insieme all'esploratore John Kirk. Tra gli altri primi visitatori europei ci furono l'esploratore portoghese Alexandre de Serpa Pinto, l'esploratore ceco Emil Holub, il quale mappò in dettaglio per la prima volta le cascate e i dintorni nel 1875 (pubblicato nel 1880), e l'artista britannico Thomas Baines, il quale eseguì alcuni dei primi dipinti delle cascate. Non ci furono molte altre visite da parte di europei, fino a quando, nel 1905, la zona venne raggiunta da una linea ferroviaria.

## Galleria d'immagini

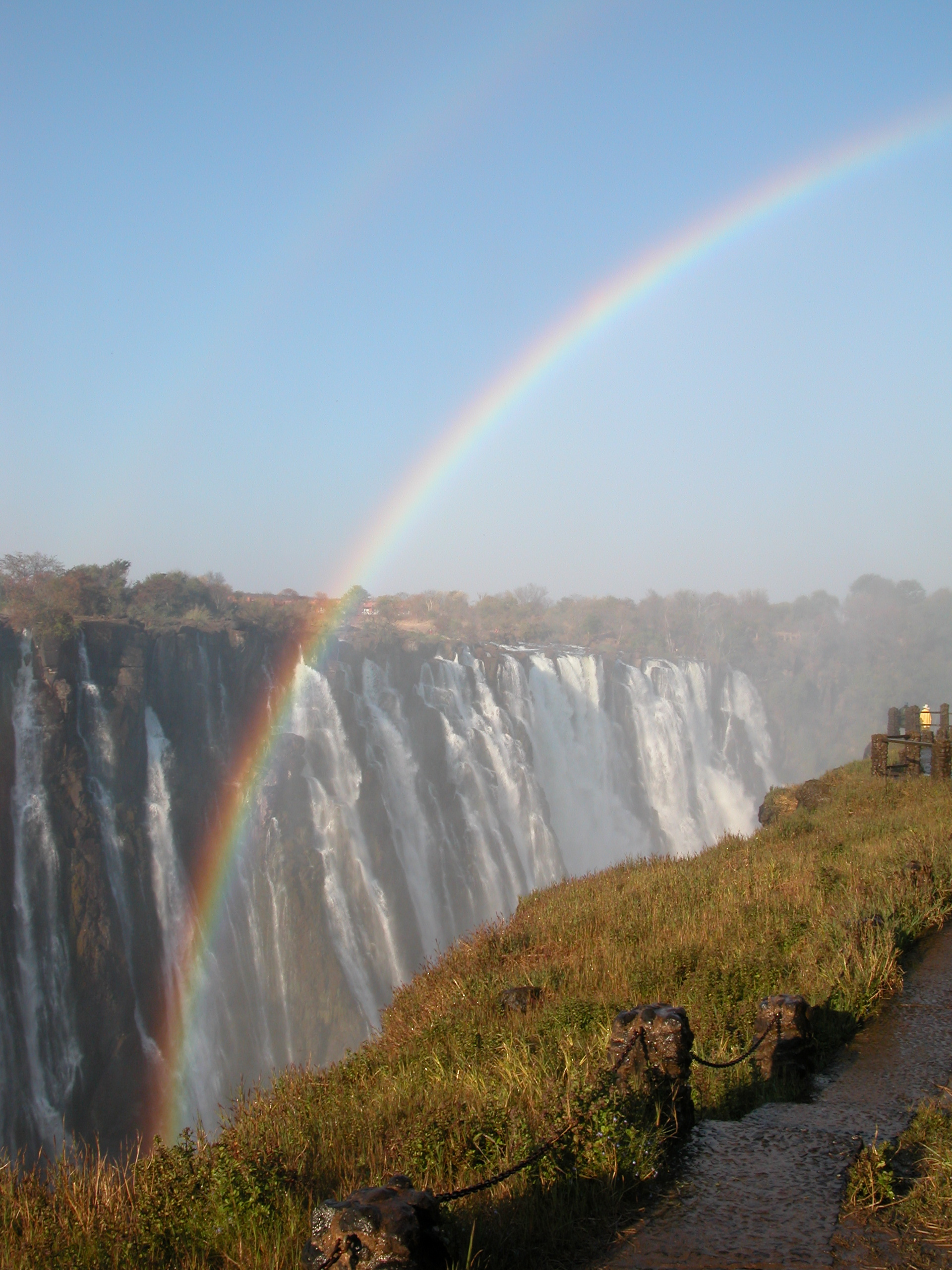
Le cascate Vittoria
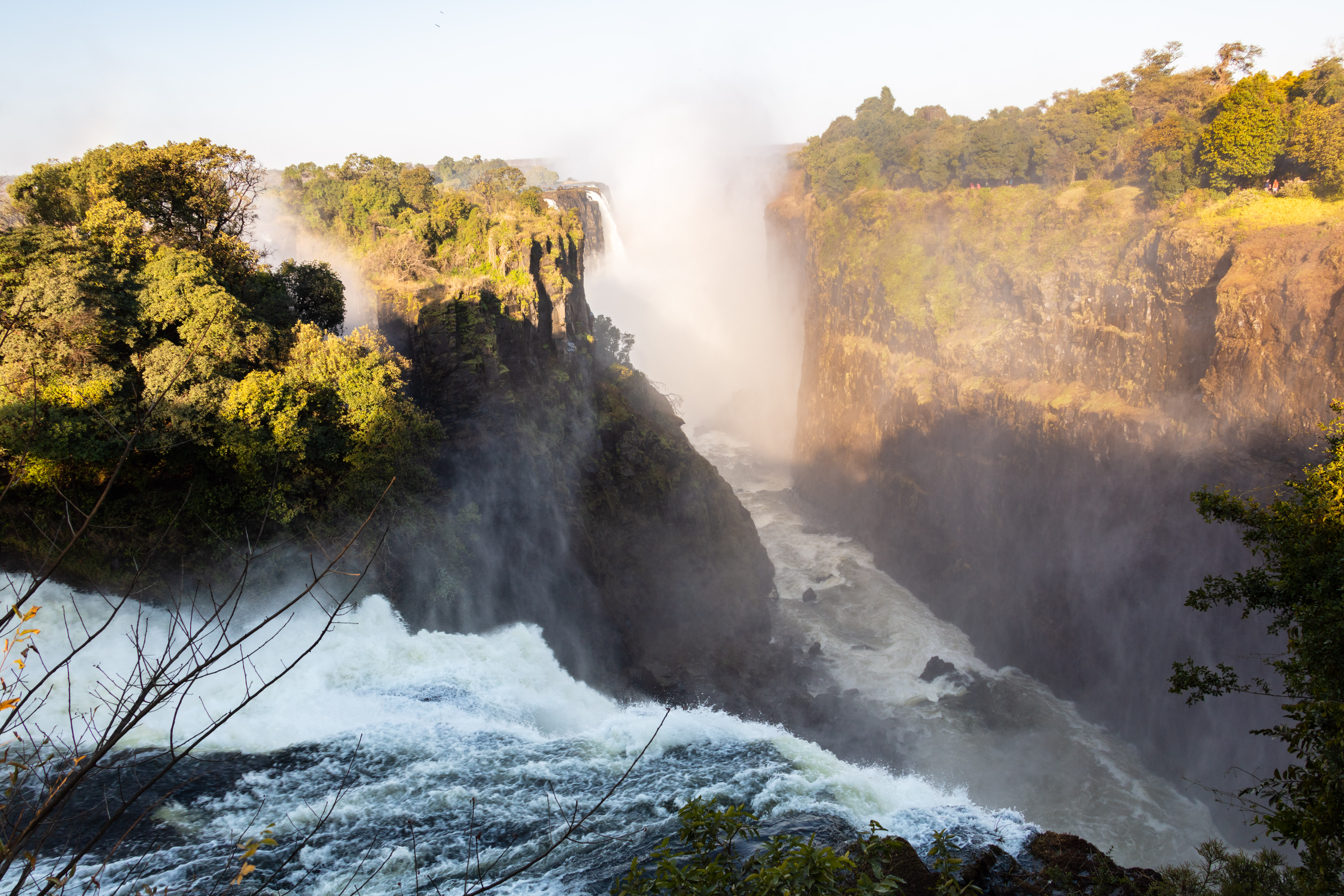
Le cascate al tramonto
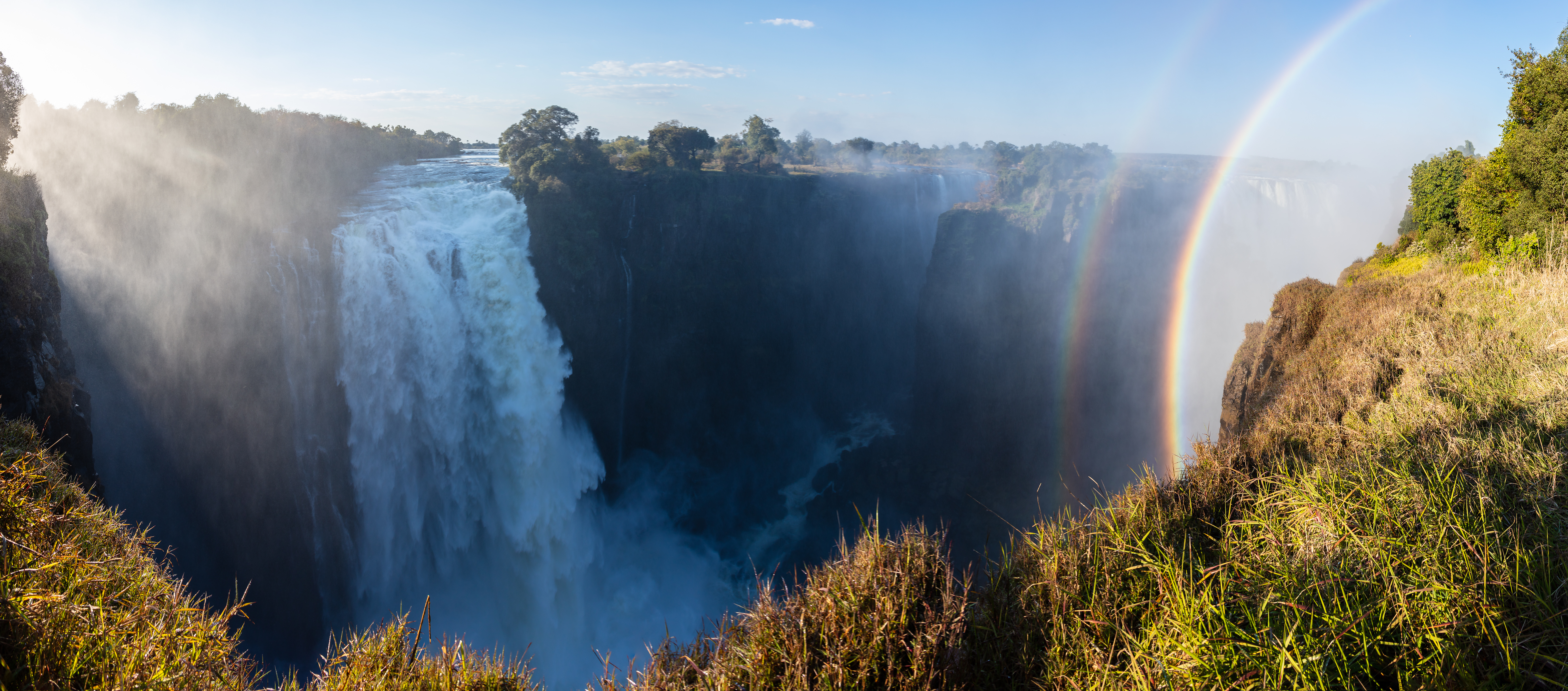
Il "doppio arcobaleno"
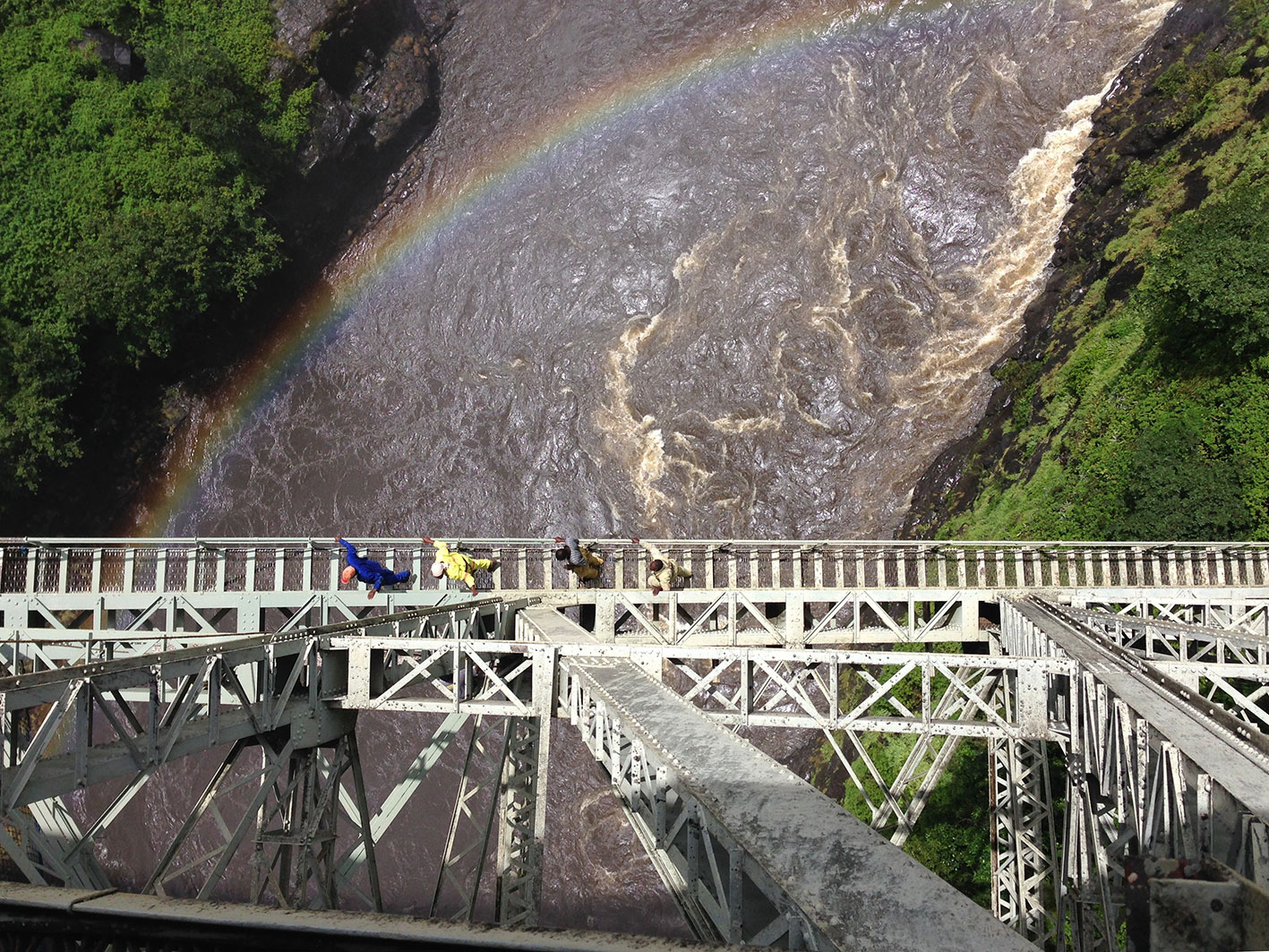
Vista del ponte ferroviario
Cascate Vittoria dall'elicottero
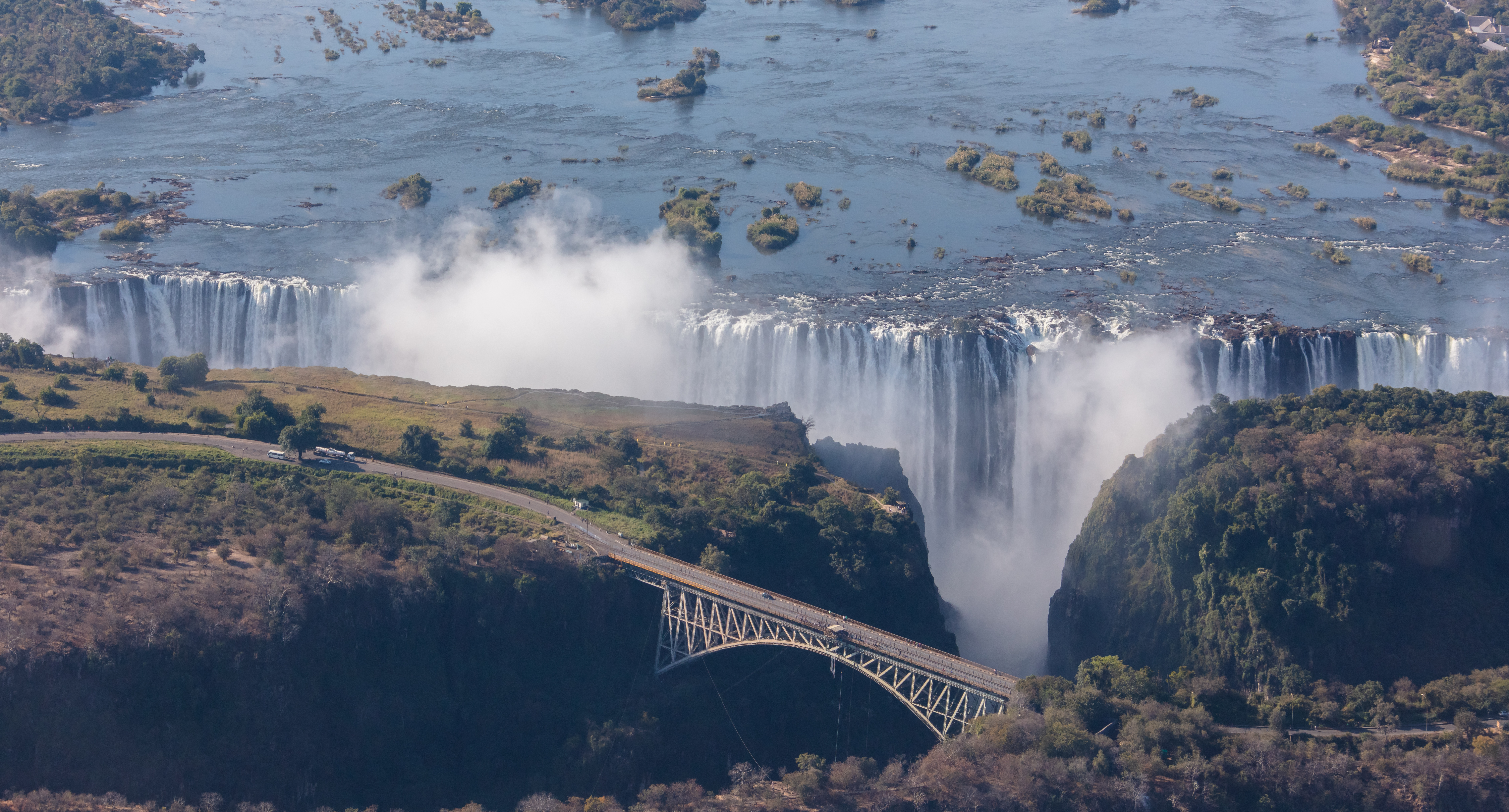
Ponte e Cascate